# Филон из Ларисе
Филон из Ларисе (стгрч. ΦιλωνΦιλων; 154/3 пне - 84/3. п. н. е. ) - старогрчки филозоф, 
Клитомахов ученик, његов наследник на челу Платовове академије. Током Митридатових ратова преживео је уништење Академије и преселио се у Рим, где је Цицерон слушао његова предавања. Филон је био скептик као Клитомах и Карнеад пре њега, али у умеренијој форми.
Његова дела нису сачувана, његови ставови су познати посредно, из дела Нуменија, Секста Емпирика и Цицерона. Генерално, његову филозофију карактерише отклон од академског скептицизма „Средње“ и „Нове“ академије ка Платоновом догматизму.